# Charlie and the Chocolate Factory (film)
Charlie and the Chocolate Factory is een jeugdfilm uit 2005 van Tim Burton, gebaseerd op het gelijknamige boek van Roald Dahl uit 1964. Het is de tweede verfilming van het boek; de eerste was Mel Stuarts Willy Wonka & the Chocolate Factory uit 1971. In 2005 kwam ook een IMAX-versie van de film uit.

## Verhaal
Willy Wonka (gespeeld door Johnny Depp) is de excentrieke eigenaar van 's werelds meest legendarische snoepfabriek, Wonka Chocolate, waar hij verscholen van de buitenwereld leeft. Op een dag kondigt Wonka aan dat hij vijf chocoladerepen ("Wonka Bars") over de wereld heeft verspreid, waarin een "Gouden Toegangskaart" ligt verborgen. De gelukkige kinderen die een toegangskaart vinden, mogen samen met een ouder een rondleiding door de fabriek maken, onder leiding van Wonka zelf. Dit is zeer bijzonder, aangezien de fabriek normaal gesproken gesloten is voor bezoekers. Er zijn zelfs al jaren geen werknemers meer waargenomen die de fabriek in- of uitgingen. Aan het einde van de rondreis krijgt een van de kinderen een bijzondere beloning.
Een van de kinderen die de toegangskaart vindt is Charlie Bucket (Freddie Highmore), een jongen die samen met zijn liefdevolle maar arme familie, waaronder ook zijn vier grootouders, niet ver van de fabriek woont. Charlie is dol op chocola, maar krijgt door de financiële situatie van zijn familie slechts één chocoladereep per jaar, rond zijn verjaardag. Deze chocoladereep bevat echter geen toegangskaart. Hoewel het zijn reep is, wil hij zijn reep per se delen met zijn familie en samen opeten. Later waagt Charlies grootvader, Joe, een gokje door van zijn spaargeld een tweede reep te kopen, maar die bevat ook geen toegangskaart. De derde reep die hij koopt van een bankbiljet dat hij op straat vindt, is echter een van de vijf repen, en Charlie wint zo de vijfde en laatste toegangskaart. In de winkel waar Charlie de chocoladereep koopt, bieden mensen geld voor de toegangskaart, maar de winkelier stuurt Charlie gauw naar huis. Thuisgekomen wil hij zijn toegangskaart verkopen om zijn familie te helpen, want ze wonen met zijn zessen in een piepklein zeer bouwvallig huisje, slapen met zijn allen in één groot bed en hebben weinig te eten. Charlies tweede grootvader, George, weet hem echter te overtuigen zijn toegangskaart niet te ruilen voor iets zo algemeen voorkomend als geld, dat dagelijks wordt bijgedrukt, maar om zelf te gaan. Charlie besluit opa Joe mee te nemen naar de fabriek.
De andere kinderen die de toegangskaart vinden zijn de vraatzuchtige Augustus Gloop (Philip Wiegratz), de hebzuchtige en verwende Veruca Salt (Julia Winter), de te competitieve kauwgomkauwende Violet Beauregarde (AnnaSophia Robb) en televisie- en videogameverslaafde Mike Teavee (Jordan Fry). Charlie ontmoet de andere kinderen met hun ouders op de dag van de rondleiding. Wonka leidt de kinderen rond door zijn magische fabriek, waar ze onder andere zijn bijzondere werknemers ontmoeten, de Oempa Loempa's (allen gespeeld door Deep Roy).
Tijdens de rondleiding vallen een voor een kinderen af, te wijten aan hun eigen onhebbelijkheden. Augustus Gloop valt in de chocoladerivier waar hij uit drinkt, en wordt opgezogen in een buis. Violet Beauregarde probeert een ongetest prototype van de "Three-Course Dinner gum", een stuk kauwgom met de smaken van een volledige maaltijd met voor-, hoofd- en nagerecht. Door een fout in de productie van de derde smaak, bosbessentaart, wordt Violet blauw en rond als een grote bosbes. Veruca Salt probeert een eekhoorn te stelen uit de Notenkamer, maar wordt door de eekhoorns aangezien voor een rotte noot en in het afvalgat gegooid. Mike Teavee laat zichzelf teleporteren naar Wonka's eigen televisiezender, en wordt hierbij verkleind tot een miniatuur.
Tijdens de rondleiding krijgt de kijker flashbacks te zien over Willy Wonka's jeugd, na vragen van Charlie hierover. Hierin wordt uitgelegd dat Wonka niets van familie moet hebben door de moeizame relatie met zijn eigen vader (Christopher Lee). Zijn vader is tandarts en verbood vroeger de jonge Willy chocolade en snoep te eten, omdat ze gaatjes veroorzaken. Na een keer stiekem toch een stuk chocolade te hebben geproefd was Willy verknocht en rende hij weg van huis. Toen hij weer thuis kwam was het huis van zijn vader (als enige rijtjeshuis tussen alle andere rijtjeshuizen) verdwenen.
Aan het einde van de rondleiding zijn enkel Charlie en zijn opa over. Wonka maakt de reden voor de rondleiding bekend: hij is op zoek naar een opvolger, iemand aan wie hij de fabriek kan overhandigen. Die opvolger heeft hij gevonden in het minst "rotte" kind van de vijf: Charlie. Wonka heeft echter één eis: Charlie moet zijn familie verlaten, omdat Wonka vindt dat familieleden je creatieve vaardigheden beperken doordat ze altijd zeggen wat je moet doen. Charlie houdt echter van zijn familie en weigert. Dit is voor Wonka een zware slag, en hij raakt in een depressie. Na enige tijd zoekt hij Charlie op voor advies. Deze overtuigt hem dat het beter is voor Wonka als hij zijn eigen familieproblemen oplost. Charlie gaat samen met hem naar zijn vader, Dr. Wonka. Deze herkent zijn zoon eerst niet, maar beseft met wie hij te doen heeft als hij Willy's gave gebit ziet. Charlie ziet aan de muur in de tandartspraktijk tientallen krantenartikelen over Wonka's succes, en beseft dat Wonka's vader wel degelijk om zijn zoon geeft.
Wonka en zijn vader leggen het bij. Wonka beseft nu het belang van familie, en doet Charlie nogmaals zijn aanbod de fabriek over te nemen. Dit keer accepteert Charlie het. Wonka gaat wonen bij de familie Bucket, waarvan het huisje naar de fabriek wordt verplaatst en vanaf dan in het idyllische eetbare landschap staat.

## Rolverdeling
| Acteur               | Personage           |
| -------------------- | ------------------- |
| Johnny Depp          | Willy Wonka         |
| Freddie Highmore     | Charlie Bucket      |
| David Kelly          | Grandpa Joe         |
| Helena Bonham Carter | Mrs. Bucket         |
| Noah Taylor          | Mr. Bucket          |
| AnnaSophia Robb      | Violet Beauregarde  |
| Julia Winter         | Veruca Salt         |
| Jordan Fry           | Mike Teavee         |
| Philip Wiegratz      | Augustus Gloop      |
| Missi Pyle           | Mrs. Beauregarde    |
| James Fox            | Mr. Salt            |
| Deep Roy             | Oempa Loempa's      |
| Christopher Lee      | Dr. Wilbur Wonka    |
| Adam Godley          | Mr. Teavee          |
| Franziska Troegner   | Mrs. Gloop          |
| Nitin Ganatra        | prins Pondicherry   |
| Shelley Conn         | prinses Pondicherry |

### Nederlandse stemmen
| Acteur             | Personage          |
| ------------------ | ------------------ |
| Pepijn Gunneweg    | Willy Wonka        |
| Binnert van Nispen | Sjakie             |
| Rob van de Meeberg | Opa Jakob          |
| Marjolein Algera   | Moeder Stevens     |
| Joris Lutz         | Vader Stevens      |
| Marjolijn Touw     | Mevrouw Slok       |
| Jan Anne Drenth    | Meneer Peper       |
| Jann Cnossen       | Mevrouw Beauderest |
| Paula Majoor       | Oma Jacob          |
| Hans Hoekman       | Dokter Wonka       |
| Jan Nonhof         | Meneer Teevee      |
| Hein Boele         | Opa Willem         |
| Frank Wijdenbosch  | Verkoper           |
| Pim Koopman        | Verteller          |

## Achtergrond

### Ontstaan
Voor de rol van Willy Wonka waren verscheidene acteurs in gedachten, waarvan naast Depp onder andere Steve Martin, Jim Carrey, Adam Sandler, Christopher Walken en Michael Keaton kandidaten waren. Voor de regie werd naast Burton gedacht aan Martin Scorsese en Frank Oz. Toen Burton de regisseur werd, gaf hij de rol van Willy Wonka aan Depp, met wie hij al vier keer eerder een film had gemaakt. Depp wist Burton ervan te overtuigen om voor de rol van Charlie Freddie Highmore te benaderen. Depp had even daarvoor samen met Highmore gespeeld in Finding Neverland en was zeer onder de indruk van het talent van de jonge acteur. Voor het scenario benaderde Burton scenarioschrijver John August, met wie hij al eerder Big Fish had gemaakt. August had als kind het boek gelezen, maar nooit de eerste verfilming uit 1971 gezien.
Voor het personage haalde Johnny Depp inspiratie uit verscheidene figuren, waaronder kindertelevisiepresentators als Mister Rogers en Captain Kangaroo, quizpresentators, en Anna Wintour, hoofdredactrice van de Vogue. De stem zou Depp hebben bedacht tijdens het spelen met zijn dochtertje. Veel critici wezen op de gelijkenis tussen Depps personage en Michael Jackson. Ze wezen hierbij op het kinderlijke en excentrieke gedrag, de bleke huid, zachte stem en de moeilijke jeugd. Het verband tussen de twee is echter altijd ontkend door Depp en Burton. Zij vonden Jackson geen goed voorbeeld, omdat hij van kinderen houdt, terwijl Wonka eigenlijk van kinderen walgt. Ook werden er gelijkenissen gezien met Jim Carrey en Marilyn Manson.
De gehele film werd opgenomen in de Pinewood Studios nabij Londen. Het filmen begon op 15 juni 2004 en eindigde in oktober. Burton wilde zo min mogelijk gebruikmaken van digitale effecten. Setdesigner Alex McDowell liet de sets op ware grootte bouwen. Voor de chocoladerivier werd gebruikgemaakt van meer dan 780.000 liter nepchocolade, en nog eens 145.000 liter voor de waterval.

### Verschillen met het boek
De film volgt het boek in grote lijnen. De grootste wijziging ten opzichte van het boek is echter het achtergrondverhaal van Willy Wonka. In het boek wordt nooit over Wonka’s jeugd gesproken, en zegt hij zelf geen familie te hebben. Wonka's vader is er voor de film bijbedacht.
Verder verschillen er een paar details:
- Charlies vader verliest in het boek zijn baan bij de tandpastafabriek omdat deze fabriek failliet gaat. In de film wordt hij ontslagen omdat de fabriek moderniseert, maar later toch weer aangenomen voor een betere functie(het repareren van de machine die hem eerder heeft vervangen).
- In het boek mogen twee volwassenen met de kinderen mee, terwijl dit er in de film maar één is.
- In het boek vindt Charlie pas in de tweede reep die hij koopt met gevonden geld het gouden ticket, in de film koopt hij 3 repen waarin hij in de laatste reep het gouden ticket vindt.
- In het boek spraken de kinderen nauwelijks met elkaar, terwijl in de film Violet en Veruca elkaar niet kunnen uitstaan, en Charlie zowel van Auguste als van Violet onaardige opmerkingen krijgt.
- In het boek was Mike Teavee verslaafd aan televisie (vooral westerns en misdaadfilms), in de film aan videospelletjes.
- In de film komt Auguste uit Duitsland, Veruca Salt uit Engeland, en alle andere kinderen uit de Verenigde Staten. In het boek wordt hier niet over gesproken.
- In de film wordt de vader van Veruca Salt door de Oempa Loempa's in het vuilnisgat gegooid. In het boek duwen de eekhoorns de ouders van Veruca in het vuilnisgat op het moment dat ze erin gaan kijken of ze Veruca nog zien om haar eruit te halen.
- In het boek mag Charlie zijn familie meenemen naar de fabriek en moeten zij de fabriek leiden tot Charlie 18 jaar is, in de film mag Charlie in eerste instantie zijn familie niet meenemen en daarom krijgt hij de fabriek niet. Pas wanneer Wonka in het reine is gekomen met zijn moeilijke jeugd, mag Charlie in de fabriek komen wonen mét zijn familie.

### Filmmuziek
De muziek voor de film werd gecomponeerd door Danny Elfman, die al vaker met Tim Burton samenwerkte. De film bevat de volgende nummers:
1. Wonka's Welcome Song
2. Augustus Gloop
3. Violet Beauregarde
4. Veruca Salt
5. Mike Teavee
6. Main Titles
7. Wonka's First Shop
8. The Indian Palace
9. Wheels in Motion
10. Charlie's Birthday Bar
11. The Golden Ticket/Factory
12. Chocolate Explorers
13. Loompa Land
14. The Boat Arrives
15. The River Cruise
16. First Candy
17. Up and Out
18. The River Cruise - Part 2
19. Charlie Declines
20. Finale
21. End Credit Suite

### Ontvangst
Gene Wilder, die in de eerste filmversie de rol van Willy Wonka speelde, uitte in de weken voor de film uitkwam kritiek op de nieuwe versie. Hij zag het gehele project als nutteloos, en beschuldigde de makers enkel uit te zijn op geld. Later nam hij zijn woorden gedeeltelijk terug, en prees hij Depp als de perfecte keus voor de rol.
De recensies waren bij het uitkomen van de film overwegend positief. Op Rotten Tomatoes, een website die de recensies van de belangrijkste filmcritici samenvat, werd een waardering van 83 à 84% vastgesteld. Ook in de bioscopen werd de film goed ontvangen. In Noord-Amerika bracht de film in het eerste weekend $55,4 miljoen op, en was de eerste drie weken de bestbezochte film. Tot januari 2007 heeft de film meer dan $470 miljoen dollar opgebracht.

## Trivia
- Johnny Depp speelde de baas van een chocoladefabriek, hoewel hij vroeger van zijn vader geen chocolade mocht eten.
- Op het moment dat in de tv-kamer de chocoladereep per televisie wordt verzonden, is muziek uit de film 2001: A Space Odyssey uit 1968 te horen (Also sprach Zarathustra van Richard Strauss) en vlak voordat de reep op de tv verschijnt, zijn beelden uit deze film te zien op het tv-scherm.

## Prijzen en nominaties
De film werd in totaal voor 41 prijzen genomineerd, waarvan hij er 9 won. De belangrijkste zijn:
| Jaar | Prijs                                          | Categorie                                                                  | Genomineerde(n)    | Uitslag     |
| ---- | ---------------------------------------------- | -------------------------------------------------------------------------- | ------------------ | ----------- |
| 2005 | Irish Film and Television Awards               | International Film Award                                                   | -                  | Gewonnen    |
| 2005 | Irish Film and Television Awards               | Beste internationale acteur                                                | Johnny Depp        | Genomineerd |
| 2005 | Irish Film and Television Awards               | Beste mannelijke bijrol                                                    | David Kelly        | Genomineerd |
| 2005 | PFCS Award                                     | Best Performance by a Youth in a Lead or Supporting Role – Male            | Freddie Highmore   | Gewonnen    |
| 2006 | Academy Award                                  | Best Achievement in Costume Design                                         | Gabriella Pescucci | Genomineerd |
| 2006 | Saturn Award                                   | Beste kostuums                                                             | Gabriella Pescucci | Genomineerd |
| 2006 | Saturn Award                                   | Beste fantasyfilm                                                          | -                  | Genomineerd |
| 2006 | Saturn Award                                   | Beste muziek                                                               | Danny Elfman       | Genomineerd |
| 2006 | Saturn Award                                   | Beste optreden door een jonge acteur                                       | Freddie Highmore   | Genomineerd |
| 2006 | Critics Choice Award                           | beste jonge acteur                                                         | Freddie Highmore   | Gewonnen    |
| 2006 | Critics Choice Award                           | Beste familiefilm                                                          | -                  | Genomineerd |
| 2006 | Empire Award                                   | beste acteur                                                               | Johnny Depp        | Gewonnen    |
| 2006 | Italian National Syndicate of Film Journalists | Special Silver Ribbon                                                      | Gabriella Pescucci | Gewonnen    |
| 2006 | NRJ Ciné Award                                 | Best Look (Meilleur Look)                                                  | Johnny Depp        | Gewonnen    |
| 2006 | People's Choice Award                          | Favorite Family Movie                                                      | -                  | Gewonnen    |
| 2006 | Teen Choice Award                              | Movies - Choice Actor: Comedy                                              | Johnny Depp        | Gewonnen    |
| 2006 | Young Artist Award                             | Best Family Feature Film - Comedy or Musical                               | -                  | Gewonnen    |
| 2006 | Young Artist Award                             | Best Performance in a Feature Film (Comedy or Drama) - Leading Young Actor | Freddie Highmore   | Genomineerd |